# Hello (singel Shinee)
„Hello” – singel południowokoreańskiej grupy SHINee, wydany cyfrowo 1 października 2010 roku w Korei Południowej. Singel promował album Hello. Singel sprzedał się w Korei Południowej w nakładzie 1 005 756 egzemplarzy (stan na 31 grudnia 2010).
Oryginalna wersja utworu, zatytułowana Holla!, została wykonana przez Mohameda Ali. Słowa do wersji koreańskiej napisał Kim Ina. Teledysk do utworu ukazał się 4 października 2010 roku. Choreografia do teledysku Hello została opracowana przez Rino Nakasone Razalan.
Japońska wersja tego utworu pojawiła się jako B-side singla Replay -Kimi wa boku no everything-.

## Lista utworów
| Nr | Tytuł   | Słowa          | Muzyka                                                          | Czas |
| -- | ------- | -------------- | --------------------------------------------------------------- | ---- |
| 1. | "Hello" | Kim Ina, Minho | RTim McEwan, Jess Cates, Lars Jensen; Park Bum-geun (aranżacja) | 3:04 |

## Notowania
| Lista                       | Pozycja |
| --------------------------- | ------- |
| Gaon Weekly Singles Chart   | 7       |
| Gaon Monthly Singles Chart  | 14      |
| Gaon Streaming Chart        | 3       |
| Gaon Weekly Download Chart  | 7       |
| Gaon Monthly Download Chart | 20      |
| Gaon Yearly Download Chart  | 174     |
| Gaon Mobile Chart           | 9       |